# 水族馆 (乐队)

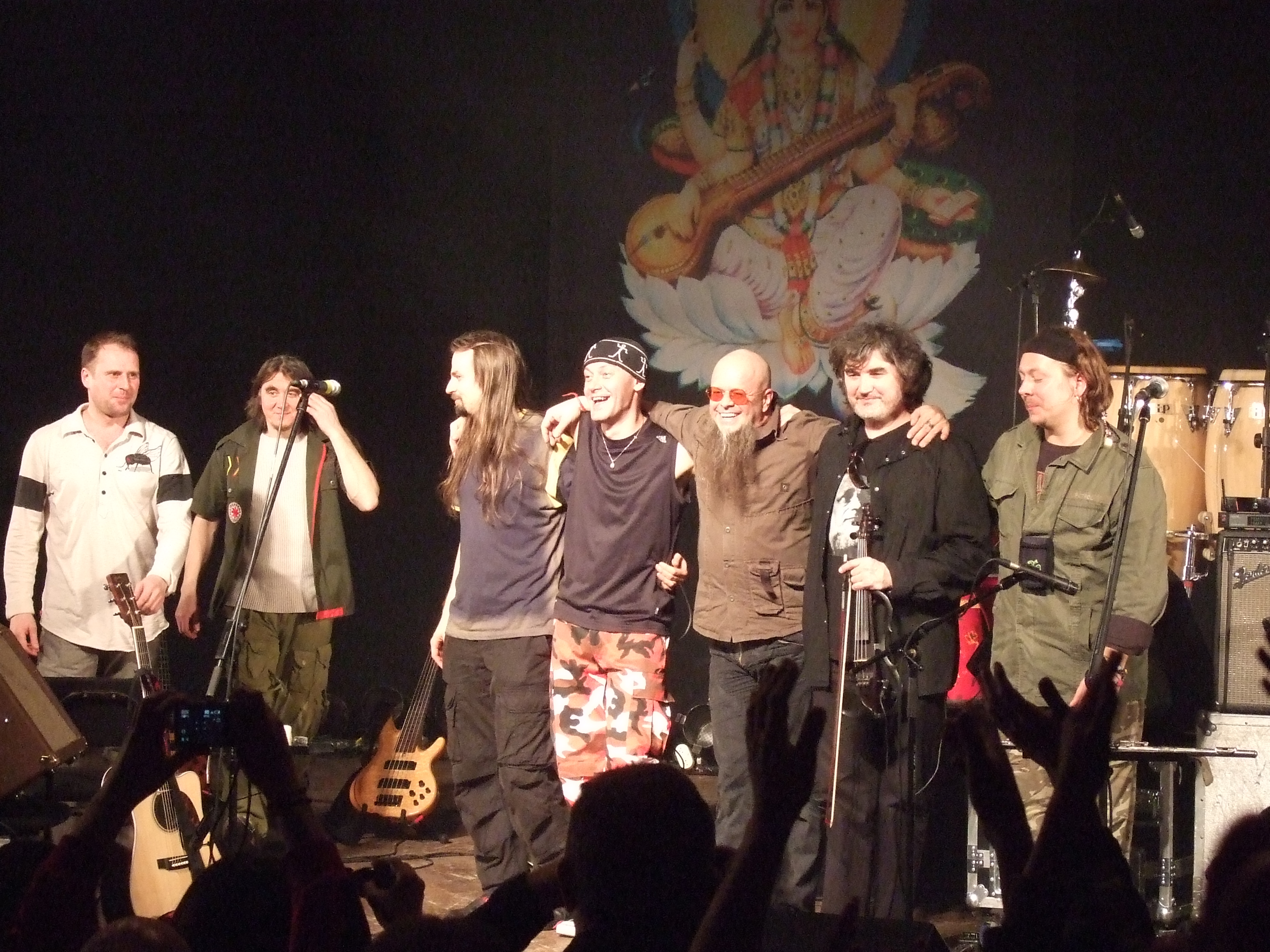
水族馆 乐队

水族馆（俄语：Аквариум）是一支在1972年成立于列宁格勒的俄罗斯摇滚乐队。该乐队被认为是俄罗斯摇滚乐的创始乐队之一。水族馆乐队在其历史上经历过多次阵容变化，目前，主唱、乐队创始人鲍里斯·格列宾希科夫是唯一还在乐队中的创始成员。该乐队前成员包括阿納托利·古尼茨基、米哈伊爾·費因施泰因-瓦西里耶夫、安德烈·“久沙”·罗曼诺夫（Andrei "Dyusha" Romanov）、弗謝沃洛德·加克爾（Vsevolod Gakkel）以及謝爾蓋·庫廖欣（Sergey Kuryokhin）。